# Ouratea neuridesii
Ouratea neuridesii är en tvåhjärtbladig växtart som beskrevs av I.Castañeda. Ouratea neuridesii ingår i släktet Ouratea och familjen Ochnaceae. Inga underarter finns listade i Catalogue of Life.